# Девід Румельгарт
Девід Еверетт Румельгарт (12 червня 1942 — 13 березня 2011) — американський психолог, який зробив великий внесок у формальний аналіз людського пізнання, працюючи в основному в рамках математичної психології, символічного штучного інтелекту та паралельної розподіленої обробки. Він також захоплювався формальними лінгвістичними підходами до пізнання та досліджував можливість формулювання формальної граматики, щоб охопити структуру оповідань.

## Інтернет-ресурси
- David E. Rumelhart Prize
- Dictionary of Philosophy of Mind
- The PDP-Group
- The PDP++ Software Home Page
- NY Times Obituary